# JANJAN
JANJAN, abreviação de Japan Alternative News for Justices and New Cultures, era um jornal online japonês iniciado por Ken Takeuchi, jornalista e ex-prefeito de Kamakura, Kanagawa . Lançado em fevereiro de 2003, o jornal é creditado como pioneiro no jornalismo cidadão no Japão. Após se cadastrar no website, podia-se escrever comentários no website da JANJAN. No entanto, havia diferentes janelas para efetuar o registo, dependendo da nacionalidade ou etnia do potencial comentário (ou seja, uma janela diferente para "estrangeiros (外国の方)" e japonêses).
A maior parte da receita do jornal vinha de anúncios do seu patrocinador corporativo. Mas devido à falta de receitas, o jornal parou as funções no final de março de 2010. Em maio do mesmo ano, foi substituído por um blog jornalístico chamado "JanJanBlog", que foi operado até 31 de dezembro de 2013, os artigos no jornal e no blog já não se encontram disponíveis.